# Toka (Klapper)

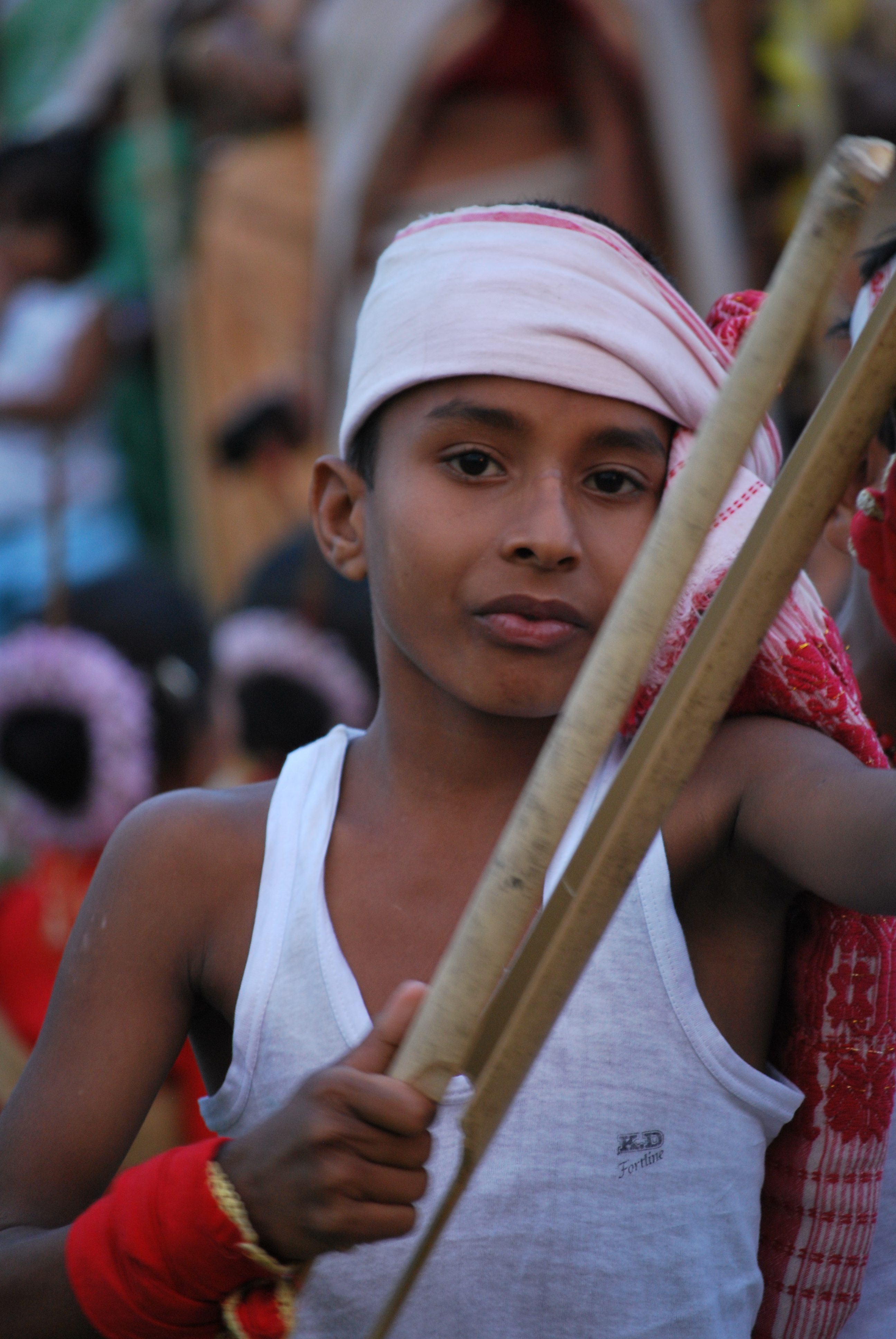
Mit einer Hand gehaltene und in die andere geschlagene pati toka

Toka, auch tokā, tokka, taka, thorká (assamesisch টকা), ist eine gabelförmige Bambusklapper, die im nordostindischen Bundesstaat Assam zur rhythmischen Begleitung von Volksliedern und Tänzen bei religiösen Festen verwendet wird.

## Bauform
Nach ihrer Länge werden drei Varianten des mit Schlaggabel oder Spaltrohr umschriebenen, einfachen Idiophons unterschieden, die alle aus einem dicken Bambusrohr bestehen. Die kleinere pati toka oder haat toka („Hand-toka“) ist ein 30 bis 90 Zentimeter langes Bambusrohr, das von einem Ende längs in der Mitte bis kurz vor den Fruchtknoten am anderen Ende aufgeschlitzt wurde. Das etwa zehn Zentimeter hinter dem Fruchtknoten abgeschnittene, feste Ende des Rohrs dient als Handgriff. Damit die aufgetrennten Hälften mit größerer Beweglichkeit schwingen und gegeneinander geschlagen werden können, sind sie ab dem Fruchtknoten ungefähr bis zu einem Drittel ihrer Länge zu einem schmalen Streifen eingeschnitten. Der Spieler hält die toka mit einer Hand an einer eingeschnittenen Stelle und schlägt die beiden freien Enden in die andere Handfläche oder er hält das Rohr am unteren Ende und schüttelt es, sodass die frei schwingenden Gabelenden schnell gegeneinander schlagen und ein Geräusch wie bei einer Rassel ergeben. Bei den Bodo-Sprechern in Assam heißt diese Klapper thorka.
Die wesentlich größere bor toka oder maati toka („Boden-toka“) wird aus einem Bambusrohr mit drei Internodien angefertigt. Der stehende Musiker stellt die etwa Mannshöhe erreichende toka senkrecht vor sich auf den Boden.
In manchen Regionen von Assam kommt eine 13 Internodien lange Bambusklapper vor, die von mehreren Spielern bedient wird. Die fünf oder mehr Meter lange, geschlitzte Bambusstange wird bei festlichen Anlässen waagrecht zwischen zwei Holzstützen positioniert.
Ein anderes Perkussionsinstrument aus Bambus heißt in Assam gintang, auch jeng toka („Saiten-toka“) oder dhutong. Bei der gintang werden zwischen zwei Fruchtknoten aus der Epidermis längs zwei dünne, parallele Streifen als Saiten herausgeschnitten und an den Enden mit kleinen Bambusstückchen unterlegt, sodass die Saiten etwas von der Röhre abgehoben und gespannt werden. Die Saitenlänge wird durch Schnurwicklungen um die Röhre an beiden Enden bestimmt. Das mit Stöckchen auf die Saiten und wahlweise die Röhre geschlagene Instrument gehört nach der Hornbostel-Sachs-Systematik zu den idiochorden (aus demselben Material bestehenden) Bambusröhrenzithern. Werden die Bambussaiten mit den Fingern verkürzt, lassen sich perkussive Klänge in unterschiedlichen Tonhöhen erzeugen. Eine ähnliche Bambusröhrenzither in Nordostindien ist die chigring bei den Garo im Bundesstaat Meghalaya; in Andhra Pradesh und Oriya kommt die ronzagontam vor. Sie können als entfernte Vorläufer der Stabzither rudra vina aufgefasst werden. Bambusröhrenzithern außerhalb der Region sind die sasando auf der Insel Roti in Indonesien und die valiha in Madagaskar. Geschlitzte Bambusröhren ohne Saiten werden den Schlitztrommeln zugerechnet, die in Indien vor allem in Assam vorkommen.

## Herkunft
Die in Nordindien weit verbreitete, aus dem Sanskrit stammende Bezeichnung für meist hölzerne Klappern ist kartal. Darunter werden zum einen zwei Holzstäbe verstanden, die vor allem von Tänzern bei Stocktänzen gegeneinander geschlagen werden (Stabklappern), zum anderen kurze Holzstücke, die paarweise wie Kastagnetten mit einer Hand zusammengeschlagen werden (Plattenklappern) oder heute überwiegend aufwendiger geformte Klappern mit Aussparungen für den Daumen und die übrigen Finger sowie mit eingesetzten Zimbeln, die ebenfalls paarweise mit einer Hand gespielt werden. Eine gabelförmige Klapper aus Metall ist die chimta im Nordwesten Indiens und in Pakistan.
Die ursprünglichste rhythmische Lautäußerung sind Händeklatschen, Fußstampfen und andere Körperaktionen. Im altindischen Shukla Yajurveda („Weißes Yajurveda“) werden Händeklatscher (panighna) als eigene Abteilung von Musikern in einem großen Orchester (Sanskrit talava) erwähnt. Altindische Ensembles bestanden, wie Abbildungen zeigen, meist aus Musikern, Sängern und Instrumentalisten. Auf einem Relief aus dem Stupa von Bharhut (2./1. Jahrhundert v. Chr.) sind beispielsweise vier Tänzerinnen, zwei Musiker mit Bogenharfe (vina), zwei Trommler und drei Personen abgebildet, die in die Hände klatschen oder Schlagstäbe (danda) einsetzen und möglicherweise auch singen. Das Klatschen in die Hände ist eine bis heute geläufige, in der klassischen indischen Musik kultivierte Form, um das Metrum zu markieren. Händeklatschen stand vor dem Gebrauch von Idiophonen (der vielleicht mit dem Schlagen von Kieselsteinen begann), und Gabelklappern erscheinen insofern als einfache, mechanische Verlängerung klatschender Hände. Die rhythmische Struktur wird in der indischen Musik allgemein tala (tal, talam) genannt.

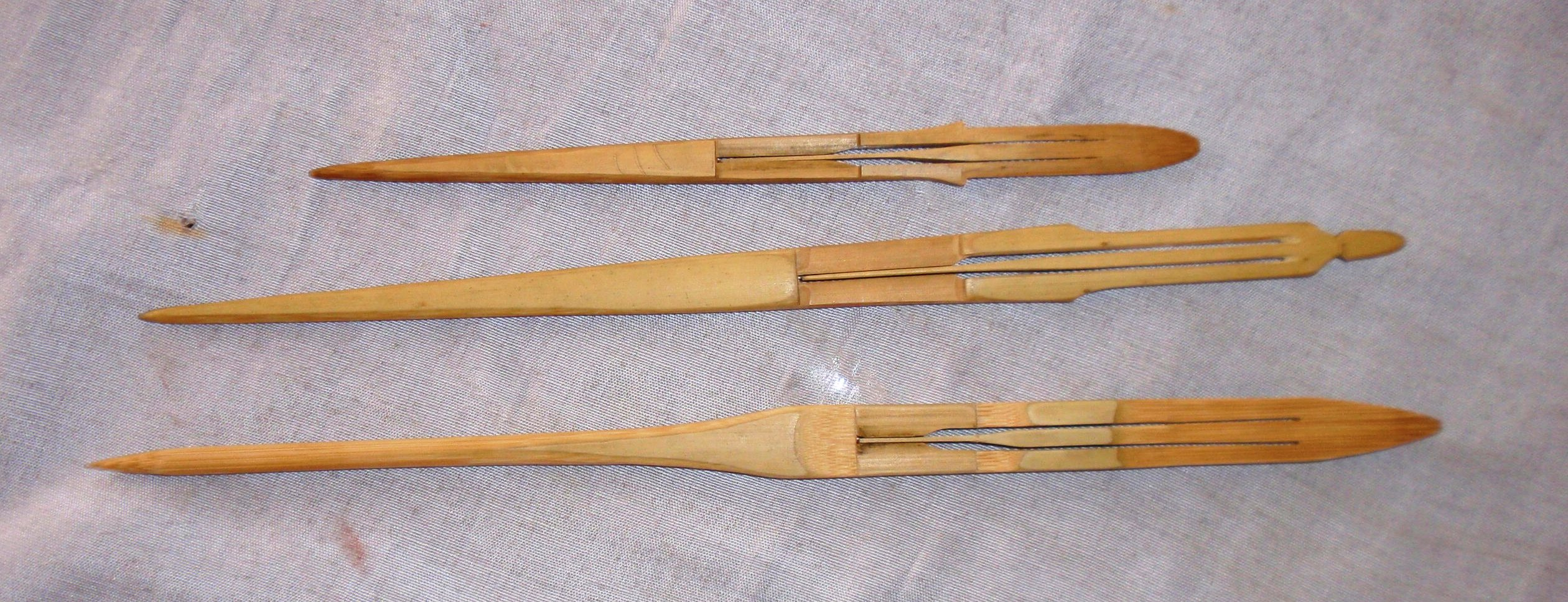
Assamesische Rahmenmaultrommel gagana aus Bambus mit Handgriff.

Der vielfältige Gebrauch von Bambus ist für Ost- und Südostasien charakteristisch, darunter auch bei den Tai-Völkern, die deswegen mit dem Beinamen „Bambus-Kultur“ belegt werden. Zu den Tai gehören die Ahom, die zusammen mit anderen Tai-Völkern Anfang des 13. Jahrhunderts aus dem Süden Chinas nach Assam kamen und diese Region bis Anfang des 18. Jahrhunderts beherrschten. Manche Bambuspflanzen wurden von assamesischen Vishnuiten zur religiösen Verehrung gepflanzt. Neben Haushaltsgegenständen werden in Assam zahlreiche Musikinstrumente (Idiophone und Blasinstrumente) aus Bambus hergestellt. Die Klappern kartal bestehen in Assam aus gespaltenen Segmenten eines Bambusrohrs. Gagana (gogona) ist die assamesische Rahmenmaultrommel aus Bambus, die leiser als die südindische, metallene Bügelmautrommel morsing klingt. Bambusflöten (bahi) kommen als Querflöten (ansonsten in Nordindien bansuri, bansi, muruli) und als in Indien seltene Längsflöten vor. Ein zu den Zupftrommeln gehörendes assamesisches Musikinstrument mit einem gabelförmig geschlitzten Bambusstab heißt lao-tokari.

## Verbreitung

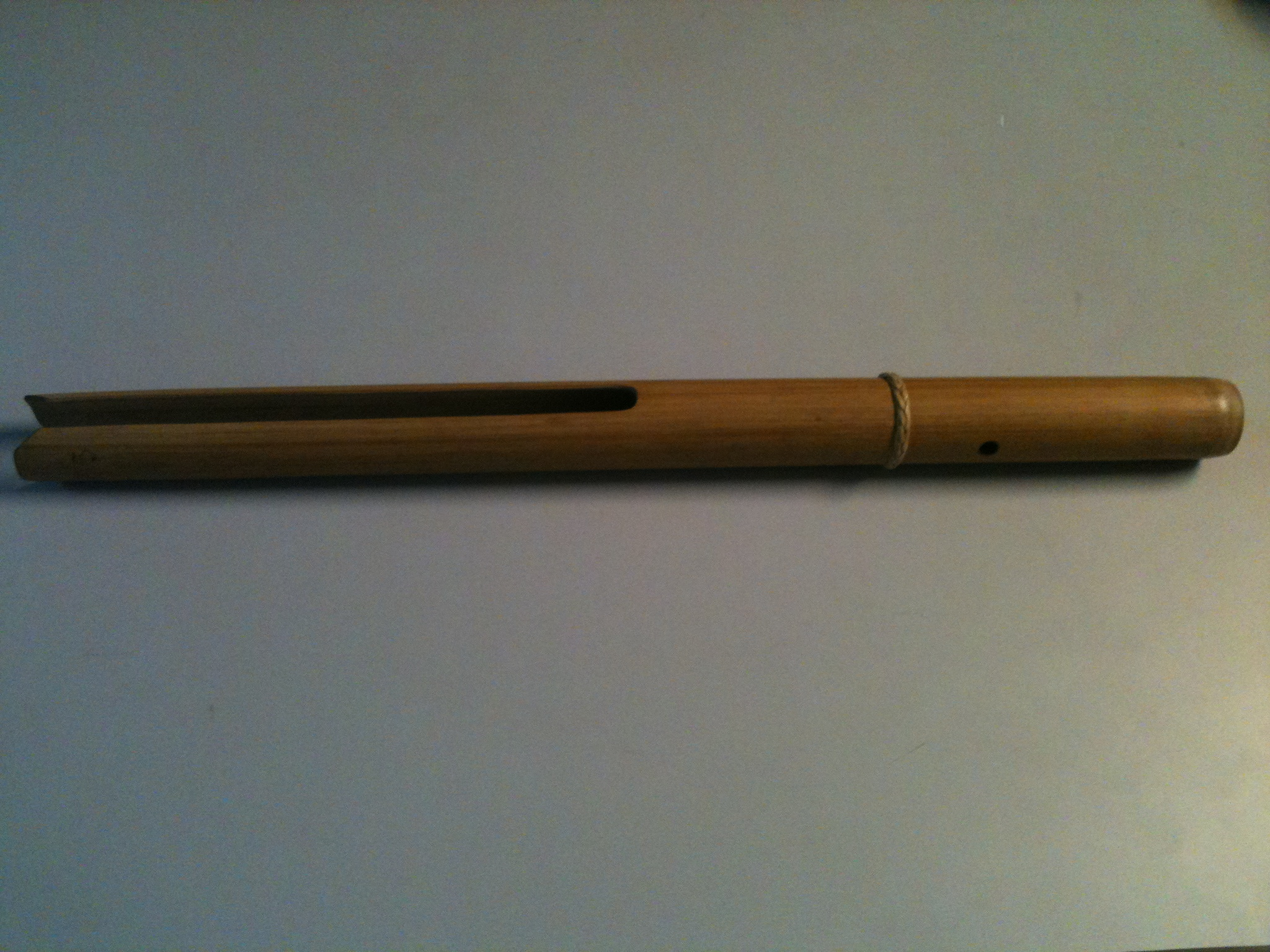
Die bungkaka kommt im Norden der philippinischen Insel Luzon vor.

Bei Schlaggabeln wird das Pflanzenrohr an einem Ende in zwei Teile geschlitzt. Bambusschlaggabeln gehören zur altmalaiischen Musikkultur und kamen oder kommen in vielen Regionen des Malaiischen Archipels und in Polynesien vor. Bei den Toraja im Süden von Sulawesi gilt die Bambusschlaggabel rere als heilig und geistervertreibend. Frauen führen einen Tanz auf, bei dem sie die rere, die Bambuslängsflöte suling, die gestrichene Spießlaute arabebu (entspricht der rebab) und gelegentlich die aus einem Reishalm gefertigte Pfeife lele’o spielen. Bei den Kalinga, einer zu den Igorot gezählten indigenen Volksgruppe auf der nordphilippinischen Insel Luzon, ist die Bambusschlaggabel ballingbing neben der Bambusröhrenzither kolitong, dem Stampfrohr tongatong und der Rahmenmaultrommel kulibaw (mit der genggong verwandt) eines der aus einer dickwandigen Bambusart hergestellten Musikinstrumente. Andere Igorot-Gruppen bezeichnen ihre Bambusschlaggabeln als bilbil, bungkaka, pahinghing, patuaw oder pakkung. Hans Fischer erwähnt ferner in seiner 1958 veröffentlichten Dissertation eine 50 Zentimeter lange Bambusschlaggabel mit zwei Zungen auf der südlich von Neuguinea gelegenen Murray-Insel.
Daneben kommen Schlagrute oder Pritsche genannte Einhandklappern vor, die aus einem kurzen Rohrstück am Internodium als Handgriff und einem längeren, in drei oder viele kleine Streifen aufgetrennten Abschnitt bestehen. Diese werden geschüttelt (Rassel) oder aufgeschlagen (Aufschlagröhre). Schlagruten sind vereinzelt von Indonesien und Kalifornien belegt, am bekanntesten ist die paarweise verwendete Bambusschlagrute pu’ili auf Hawaii. Zwei unterschiedlich lange, mehrfach geschlitzte Bambussegmente werden bei der pu’ili geschüttelt oder gegen den Körper geschlagen.
Auf dem Balkan wurden nach Beschreibungen aus den 1960er Jahren besenförmig aufgeschlitzte, frische Maisstängel als Kinderspielzeug zur Geräuschproduktion verwendet. Ein solcher Maisstängel heißt in Slowenien pokalica odet klepétec („kleine Klapper“). Letzterer Name ist mit klepetalo verwandt, wie eine in drei Gabelstreifen geschlitzte Pflanzenröhre in Bosnien und Herzegowina genannt wird. Für eine solche dreigeteilte Schlaggabel aus einem Maisstängel sind vereinzelte Belege aus der Türkei bekannt, wo das Kinderspielzeug şakşak heißt.
Der italienische Jesuit und Naturforscher Filippo Bonanni bildet 1723 in seinem Werk Gabinetto armonico pieno d'instrumenti sonori („Schaukasten der Musikinstrumente“) eine aus drei Holzstreifen bestehende Klapper ab, die an einem runden Holzgriff gehalten und wie eine Stielhandglocke bewegt wird. Er nennt dieses Instrument, bei dem die beiden beweglichen Seitenteile gegen die starre Achse in der Mitte schlagen, crotalo del mendico („Klapper der Bettler“). Offenbar machten in Italien damit Bettler auf sich aufmerksam.

## Spielweise
Die toka wurde vermutlich ursprünglich nicht zum Musizieren, sondern als Lärminstrument zur Elefantenjagd eingesetzt. Eine ebensolche Bambusklapper diente in Karnataka bei der Elefantenjagd (khedda). Eine Gruppe von Männern umkreiste Klapper schlagend den mutmaßlichen Aufenthaltsort der Tiere, die letztlich in eine Falle getrieben wurden.
Als Rhythmusinstrument begleitet die toka Lieder und Tänze. Viele Gesangsstile und Tänze gehören zum assamesisch-hinduistischen Festkalender, in den indische und aus Südchina stammende Traditionen eingeflossen sind. Bohag Bihu ist ein von allen Bevölkerungsgruppen Mitte April gefeiertes Frühlingsfest (in kultureller Beziehung und zeitgleich mit Songkran in Thailand), das aus einem alten Fruchtbarkeitskult in die hinduistische Tradition übernommen wurde. Junge Frauen und Männer führen bei dem mehrere Tage und Nächte dauernden Fest einen besonderen Bihu-Reigentanz auf, der hauptsächlich von der Fasstrommel dhol (durum) oder der Doppelkonustrommel khol und dem Büffelhorn pepa begleitet wird. Weitere Musikinstrumente, die nicht unbedingt zur selben Zeit bei Bihu-Tänzen verwendet werden, sind unter anderem toka, die Bambusmaultrommel gagana und das Paarbecken bartal (bihutal). Trommeln, Büffelhörner und Bambusklappern sind bei den Aufführungen im Freien weithin zu hören.